# Fergus Patrick McEvay

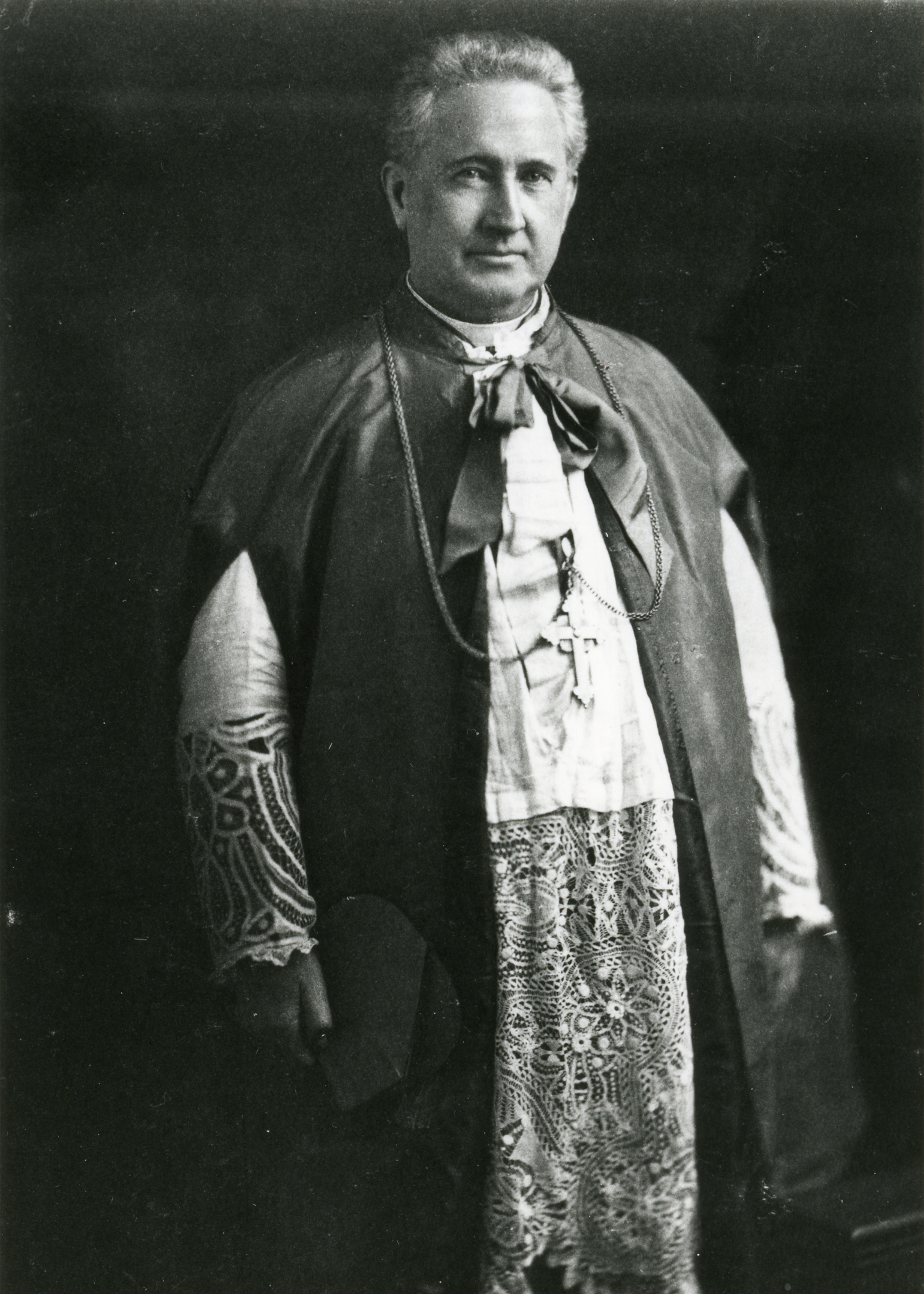
Erzbischof Fergus Patrick McEvay

Fergus Patrick McEvay (* 8. Dezember 1852 in Lindsay, Ontario; † 10. Mai 1911 in Toronto) war ein kanadischer römisch-katholischer Geistlicher und Erzbischof von Toronto.

## Leben
Seine Eltern waren Michael McEvay und Mary Lehane, die sich bereits vor der Auswanderungswelle infolge der großen Hungersnot in Irland Ende der 1840er-Jahre in Kanada niedergelassen hatten. Sein Vater, der als Landwirt auch Handel trieb, starb 1855, und die Familie zog daraufhin nach Ennismore, wobei Fergus Patrick McEvay jedoch die katholische Grundschule in Lindsay besuchte. Im Jahr 1821 lebte er in Ennismore bei der Familie von Thomas Lehane, einem Hotelbesitzer, und war als Arbeiter beschäftigt.
Drei Jahre später trat er in das St Michael’s College in Toronto ein, wo er eine klassische Bildung erhielt. Nach dem Abschluss 1878 begann er seine theologischen Studien und besuchte ab 1878 das St Francis de Sales Seminary in Milwaukee, setzte jedoch ein Jahr später seine Studien am St Michael’s College fort. Zwischen 1880 und 1882 vervollständigte er seine theologischen Studien am Großen Seminar in Montréal.
Am 9. Juli 1882 empfing Fergus Patrick McEvay in Trenton die Priesterweihe durch James Vincent Cleary, den Bischof von Kingston. Am 25. Juli desselben Jahres ging der Neupriester in das soeben errichtete Bistum Peterborough und wurde Seelsorger in Fenelon Falls. 1887 wurde er zum Pfarrer an der Kathedrale von Peterborough bestellt. Als 1889 Bischof Thomas Joseph Dowling auf den Bischofssitz von Hamilton transferiert wurde, ging McEvay mit ihm und wurde aus dem Klerus des Bistums Kingston exkardiniert und im Bistum Hamilton inkardiniert. 1890 wurde er Generalvikar der Diözese Hamilton. 1893 begleitete er Bischof Dowling auf dessen ad-limina-Besuch in Rom, wo McEvay zum Päpstlichen Kammerherrn ernannt wurde.
Papst Leo XIII. ernannte Fergus Patrick McEvay am 27. Mai 1899 zum Bischof von London in Ontario. Die Bischofsweihe spendete ihm am 6. August 1899 in London der Erzbischof von Toronto Denis T. O’Connor; Mitkonsekratoren waren Thomas Joseph Dowling, Bischof von Hamilton, und Richard Alphonsus O’Connor, Bischof von Peterborough. Am 13. April 1908 wurde Fergus Patrick McEvay zum Erzbischof von Toronto berufen.
Er starb im Bischofsamt und wurde in der Kapelle des St Augustine’s Seminary in Toronto beigesetzt.